# Fantastic Four
De Fantastic Four is een superheldengroep uit een serie comics uitgegeven door Marvel Comics.
De stripserie is bedacht door striptekenaars Stan Lee en Jack Kirby en was oorspronkelijk bedoeld als antwoord op DC Comics’ superheldenteam de Justice League. Echter, omdat Marvel Comics destijds nog niet zoveel superhelden had werd de Fantastic Four een team van vier nieuwe superhelden in plaats van een team samengesteld uit reeds bestaande superhelden.
De eerste Fantastic Four strip verscheen in november 1961. Veel andere bekende Marvel stripfiguren vonden hun oorsprong in een Fantastic Four-strip zoals: Dr. Doom, Silver Surfer en Galactus.

## Samenstelling
Van tijd tot tijd hebben er weleens wijzigingen plaatsgevonden in de samenstelling van het team, maar voor het grootste gedeelte bestaat de Fantastic Four groep uit de vier originele en bekendste leden:
- Mr. Fantastic (Reed Richards): een man van buitengewone intelligentie die zijn lichaam elastisch kan uitrekken. Hij is tevens de leider van de Fantastic Four.
- The Thing (Benjamin Jacob Grimm): een Hulk-achtig personage van steen.
- Invisible Woman (Sue Storm / Richards): een vrouw die zich onzichtbaar kan maken en krachtvelden kan genereren.
- Human Torch (Johnny Storm): een man die in vuur kan veranderen, kan manipuleren en maken. Als hij in vuur verandert kan hij zodoende ook vliegen.

Enkele ex-leden zijn:
- She-Hulk (Jennifer Walters)
- Crystal
- Medusa
- Spider-Man (stripfiguur) Peter Parker (was lid van de New Fantastic Four)

Niet zozeer lid, maar wel zeer bekend uit de Fantastic Four-strips is de postbode, Willie Lumpkin.
Ook zijn zoon Wyatt Wingfoot is een bekend personage, hij is een vriend en onofficieel teamlid van de Fantastic Four.

## Karaktergeschiedenis
De originele vier leden van de Fantastic Four verkregen hun superkrachten nadat een experimenteel ruimteschip van Reed Richards door een storm van kosmische straling vloog gedurende de testvlucht. Nadat het schip weer was geland op aarde ontdekten de vier inzittenden dat de storm hun DNA had veranderd en hun bizarre nieuwe krachten had gegeven.
De vier karakters werden gemodelleerd naar de klassieke elementen: Aarde (The Thing), vuur (Human Torch), wind (Invisible Woman) en water (Mr. Fantastic). De krachten van Mr. Fantastic waren gebaseerd op die van een oudere superheld Plastic Man. De Human Torch had dezelfde krachten als een golden age superheld met dezelfde naam. Invisible Womans’ krachten waren oorspronkelijk hetzelfde als die van het stripboekkarakter "The Invisible Scarlett O'Neill" en Thing was gelijk aan enkele andere monsterlijke karakters bedacht door Stan Lee en Jack Kirby.
De Fantastic Four hebben, in tegenstelling tot andere superhelden, nooit geheime identiteiten aangenomen. Ze zijn publiekelijk bekend en genieten dan ook van hun status als beroemdheden. In latere strips werd onthuld dat Reed Richards hier bewust voor koos omdat hij zich verantwoordelijk voelde voor de “mutaties” die de vier hadden ondergaan, en zijn fout niet wilde verbergen.
Hun superheldenkostuums werden pas in de derde strip geïntroduceerd.
De Fantastic Four hebben al verschillende hoofdkwartieren gehad. Meest bekend is het Baxter Building in New York. Dit werd na de vernietiging van het Baxter Building door Kristoff Vernard vervangen door de Four Freedoms Plaza, gebouwd op dezelfde locatie als het Baxter Building. Pier 4, een warenhuis in de New Yorkse haven, diende als tijdelijk hoofdkwartier toen Four Freedoms Plaza niet kon worden gebruikt dankzij een ander superheldenteam, de Thunderbolts. Sinds kort gebruiken de Fantastic Four een satellietversie van het Baxter Building die rond de Aarde draait.
De strips benadrukken vaak dat de Fantastic Four, in tegenstelling tot andere superheldenteams, echt een familie zijn. Drie van de vier leden zijn directe familie van elkaar (Johnny Storm en Susan Storm zijn broer en zus, en Susan en Reed zijn getrouwd), en Ben (Thing) is al lange tijd een vriend van de familie. Reed en Sues zoon Franklin Richards heeft als middelste naam Benjamin, vernoemd naar Ben.

## Spin-offs
The Thing en de Human Torch kregen ook hun eigen stripserie.

## Ultimate Fantastic Four
In 2003 verscheen de Ultimate Marvel versie van de Fantastic Four, gecreëerd door Brian Michael Bendis, Mark Millar en Adam Kubert. In de Ultimate Marvel strips zijn Mr. Fantastic, The Thing, Human Torch en Invisible Woman een stuk jonger dan hun tegenhangers uit de originele strips. Ook hun oorsprong is anders. In plaats van een ongeluk in de ruimte is in Ultimate Fantastic Four een mislukt experiment van Reed Richards om organische materie te teleporteren naar een andere dimensie de bron van hun superkrachten.

## Overige Fantastic Four Teams
- New Fantastic Four - met Spider-Man, Wolverine, Hulk en Ghostrider
- Fantastic Force - Een team met Franklin Richards

## Fantastic Four in andere media

### Animatieseries
Naast de stripserie zijn er vier animatieseries verschenen over de Fantastic Four:
- Fantastic Four uit 1967
- Fantastic Four uit 1978
- Fantastic Four uit 1994
- Fantastic Four uit 2006

Daarnaast hadden de Fantastic Four een gastoptreden in drie afleveringen van de Spider-Man animatieserie uit 1994

### Films

#### The Fantastic Four
In 1994 werd er al een film gemaakt over de Fantastic Four. Dit was een low-budget B-film die nooit in de bioscopen is verschenen of op video/dvd is uitgebracht. De film werd door fans bekritiseerd vanwege het slechte acteerwerk en de teleurstellende speciale effecten. De film werd gemaakt door Roger Corman.
Stan Lee maakte later bekend dat, buiten weten van de acteurs om, het vanaf het begin af aan al nooit de bedoeling was om de film uit te brengen. De film was namelijk gemaakt omdat de studio die de filmrechten voor een Fantastic Four-film bezat dreigde deze te verliezen als ze niet begonnen met de productie.
The Fantastic Four werd vertolkt door:
- Alex Hyde-White als Reed Richards / Mr. Fantastic
- Rebecca Raab als Sue Storm / Invisible Woman
- Michael Bailey Smith als Ben Grimm / The Thing
- Jay Underwood als Johnny Storm / Human Torch

#### Fantastic Four
In 2005 werd er opnieuw een film over de Fantastic Four gemaakt. Dit keer wel bestemd voor de bioscopen. Hierin speelden acteurs als Jessica Alba en Ioan Gruffudd. De film is een letterlijke verfilming van de Marvel-stripreeks.
Wel zijn er een paar aanpassingen: in de film is er nog een vijfde astronaut bij het team: Victor von Doom. Hij wordt door het ongeluk de slechterik met de naam Dr. Doom.
In de oorspronkelijke strip serie is Dr. Doom nooit als 5e astronaut meegevlogen. De originele bemanning bestond slechts uit de vier helden.
The Fantastic Four werd vertolkt door:
- Ioan Gruffudd als Reed Richards / Mr. Fantastic
- Jessica Alba als Sue Storm / Invisible Woman
- Michael Chiklis als Ben Grimm / The Thing
- Chris Evans als Johnny Storm / Human Torch

#### Fantastic Four: Rise of the Silver Surfer
In 2007 kwam de vervolgfilm Fantastic Four: Rise of the Silver Surfer uit. In deze film strijden de Fantastic Four tegen Silver Surfer, die in opdracht van Galactus zoekt naar werelden die Galactus kan verslinden.
De rolverdeling is hetzelfde als in de voorloper Fantastic Four.

#### Fantastic Four
Een reboot eenvoudigweg genaamd Fantastic Four zag in 2015 het levenslicht.
The Fantastic Four werd vertolkt door:
- Miles Teller als Reed Richards / Mr. Fantastic
- Kate Mara als Sue Storm / Invisible Woman
- Jamie Bell als Ben Grimm / The Thing
- Michael B. Jordan als Johnny Storm / Human Torch

#### Doctor Strange in the Multiverse of Madness
In Doctor Strange in the Multiverse of Madness uit 2022 verscheen er een variant van Mr. Fantastic/Reed Richards,  gespeeld door John Krasinski.
Mr. Fantastic maakt een deel uit van de Illuminati een team, opgericht door de variant van Doctor Stephen Strange, om de aarde te beschermen. Het team bestaat voor de rest uit Maria Rambeau / Captain Marvel, Mordo, Professor X, Captain Carter (een variant van Captain America) en Black Bolt. Mr. Fantastic wordt later in de film vermoord door Wanda Maximoff / Scarlet Witch.

#### Deadpool & Wolverine
In Deadpool & Wolverine verscheen een variant van Human Torch/Johnny Storm. De variant van Human Torch komt uit de films Fantastic Four (2005) en Fantastic Four: Rise of the Silver Surfer (2007). Chris Evans die hierin Johnny Storm speelde, hernam voor deze film zijn rol. Aangezien Evans Captain America speelde, een van de hoofdrollen van het Marvel Cinematic Universe, wordt de onthulling in de film uitgevoerd als een grap.

#### The Fantastic Four: First Steps
In 2021 werd een Marvel Cinematic Universe-reboot aangekondigd door Marvel Studios. In 2024 werden de acteurs bekendgemaakt. De film werd op 21 juli 2025 uitgebracht.
The Fantastic Four wordt vertolkt door:
- Pedro Pascal als Reed Richards / Mr. Fantastic
- Vanessa Kirby als Sue Storm / Invisible Woman
- Ebon Moss-Bachrach als Ben Grimm / The Thing
- Joseph Quinn als Johnny Storm / Human Torch